# Димчо Беляков
Димчо Беляков е български футболист, роден на 26 октомври 1971 г. в град Гоце Делчев. Висок е 182 см и тежи 78 кг, нападател. Понастоящем работи в ДЮШ на Марица (Пловдив), а от 3 февруари 2018 г. е спортен директор на ДЮШ на пловдивския клуб.

## Кариера
Започва кариерата си в местния отбор Пирин. Първия си професионален договор сключва с отбора на благоевградския Пирин, а малко по-късно преминава в Беласица (Петрич), където се състезава във втория ешелон на България, преди да бъде привлечен през 1994 г. в току-що класиралия се в А група отбор на ЛЕКС (Ловеч). В Ловеч Беляков веднага се налага като титуляр в първия състав и се превръща в един от топреализаторите на клуба в първия му сезон сред елитните български тимове. С ЛЕКС Беляков изкарва два сезона в А група в периода 1994 – 1996, като най-голямото постижение на клуба в този период е 11 място в края на първия сезон и победи над ЦСКА, Славия и Локомотив (Пловдив) и реми с Левски (с гол на Беляков), след което отборът отново изпада в по-долната дивизия.
През 1997 г. клубът, вече под опеката на местния петролен бизнесмен Гриша Ганчев, е преименуван на Литекс, а по-голямата част от футболистите са освободени, като остават само шест играча от стария състав, сред които е и Беляков. Още същия сезон Литекс печели безапелационно първото място в Б група, а Димчо Беляков става голмайстор на тима и Голмайстор на България със своите 23 попадения. Беляков отбелязва и множество голове по пътя на отбора в турнирите за Купата на България (Литекс достига до четвъртфинал, а Беляков вкарва два гола на Левски в Ловеч и София) и Купа на Професионалната футболна лига (финал, загубен от Нефтохимик след дузпи, Беляков се отчита с важен гол на полуфинала срещу Спартак (Варна)). Добрите му игри и високата резултатност привличат вниманието на националния селекционер, който го кани за контрола на националите с гръцкия клуб „ПАОК“. Българският тим се представя трагично, а Беляков спасява позора с изравнителен гол, който е и негов първи за националната гарнитура на България, още при първото си участие.
Димчо Беляков отново е основна фигура в нападението на Литекс при повторния дебют на тима в А група през 1997, като заедно с Юруков заформя една от най-силните нападателни двойки в България. На полусезона 1997/98 Беляков и Юруков имат заедно отбелязани 18 гола, а Литекс изненадващо е на върха в класирането. Точно тогава обаче двамата са продадени в турския отбор „Газиантепспор“, където Беляков дава своя принос за спасението на тима от изпадане във втора дивизия.
Следващият сезон и двамата се завръщат във вече станалия шампион на България Литекс и взимат участие в дебюта на отбора в европейските клубни турнири, където Беляков се отчита с два гола срещу шведския Халмщад и руския Спартак (Москва). В евротурнирите за Литекс има 10 мача и 4 гола (4 мача с 2 гола в КЕШ и 6 мача с 2 гола за купата на УЕФА). През 1998/99 отборът от Ловеч повтаря постижението си от предния сезон като става шампион на България за втори път, а Димчо Беляков става голмайстор на първенството с 21 точни попадения (записвайки хеттрик срещу ЦСКА при разгрома 8:0 в Ловеч и един гол срещу Левски).
През лятото на 1999 е продаден заедно със Стойчо Стоилов на немския втородивизионен Нюрнберг, който току-що е изпаднал от Първа Бундеслига. Още в първия си сезон в Германия Беляков се утвърждава като един от топ стрелците на отбора, вкарвайки редица важни голове, довели до класиране на отбора в Първа Бундеслига. В Нюрберг играе до юли 2001 (записвайки 47 мача и 18 гола) когато е продаден на друг втородивизионен немски тим – Оберхаузен, където записва 64 мача във Втора Бундеслига и 18 отбелязани гола, преди за трети път да се озове в Литекс през зимната пауза на сезон 2003/2004, привикан напомощ поради остра липса на качесвени нападатели по това време. Беляков се отблагодарява на тима с няколко важни гола, един от които победен срещу ЦСКА в Ловеч. С Литекс Беляков печели и своята първа Купа на България (и втора за отбора) през 2004, но във финалния мач срещу ЦСКА (спечелен от Литекс след 2:2 в редовното време и изпълнение на дузпи) не взима участие поради контузия. Следващият сезон започва в Ловеч (отбелязвайки и два гола в турнира за Купата на УЕФА срещу босненския Железничар), но на полусезона е освободен от отбора след чистка в тима.
От есента на 2005 г. се състезава за втородивизионния Брестник 2004 (Брестник), а от 2008 г. е негов президент. Започва да се занимава с треньорска дейност. Работи в ДЮШ на Ботев (Пловдив). Понастоящем работи в ДЮШ на Марица (Пловдив), като през сезон 2015/2016 ще води два набора от деца. На 3 февруари 2018 г. е представен като спортен директор на ДЮШ на „Марица“.

## Отбори
- Пирин (Гоце Делчев)
- Беласица (Петрич)
- Чепинец (Велинград)
- Пирин (Благоевград)
- Литекс
- Газиантепспор
- ФК Нюрнберг
- Оберхаузен

## Успехи
Литекс (Ловеч)
- Шампион на България с Литекс – 1998, 1999
- Шампион на Б група на България с Литекс – 1997
- Носител на Купата на България с Литекс – 2004
- Голмайстор на България – 21 попадения
- Голмайстор на Б група – 23 попадения
- Финалист за Купата на България – 1999
- Финалист за Купата на ПФЛ – 1997

## Статистика по сезони
- Пирин (ГД) – 1990/91 – В група, 12 мача/2 гола
- Пирин (Блгр) – 1991/92 – А група, 17/3
- Беласица – 1992/93 – Б група, 19/7
- Беласица – 1993/94 – Б група, 24/9
- Литекс – 1994/95 – А група, 21/8
- Литекс – 1995/96 – А група, 25/11
- Литекс – 1996/97 – Б група, 29/23
- Литекс – 1997/ес. – А група, 14/5
- Газиантепспор – 1998/пр. – Турска Суперлига, 23/10
- Литекс – 1998/99 – А група, 26/21
- ФК Нюрнберг – 1999/00 – Втора Бундеслига, 21/8
- ФК Нюрнберг – 2000/01 – Втора Бундеслига, 26/10
- Оберхаузен – 2001/02 – Втора Бундеслига, 27/9
- Оберхаузен – 2002/03 – Втора Бундеслига, 23/6
- Оберхаузен – 2003/ес. – Втора Бундеслига, 14/3
- Литекс – 2004/пр. – А група, 13/5
- Литекс – 2004/ес. – А група, 15/4
- Брестник – 2005/06 – В група, 26/17
- Брестник – 2006/07 – В група, 28/19
- Брестник – 2007/08 – В група, 9/2

За Купата на България има 21 мача и 10 гола, за Купата на ПФЛ има 7 мача и 11 гола. В националния отбор има 3 мача и 1 гол.